# 甜胶大戟
甜胶大戟是大戟科大戟属的一种木本植物，分布于加那利群岛、撒哈拉沙漠、阿拉伯半岛等地。与其它大戟属植物不同，甜胶大戟的乳汁微甜而没有苦辛味，凝固成胶状后可以食用或当做口香糖。某些地区亦食用其叶片。但甜胶大戟可能会造成贫血等副作用，不可多食。